# 大館城
大館城（おおだてじょう）は、秋田県大館市にあった日本の城。桂城（かつらじょう）とも呼ばれる。城跡は桂城公園（けいじょうこうえん）として整備されている。

## 歴史・沿革
源頼朝の奥州征伐の後、この地には御家人浅利氏が配され地頭職となったのが、比内浅利氏のはじまりとされているが、大館城の歴史は浅く、天正10年（1582年）以前に浅利勝頼により築城されたとされている。
戦国時代、この地は浅利氏、南部氏、秋田氏（安東氏）、津軽氏の係争の地となる。浅利氏は勝頼の死後、それを継いだ浅利頼平が慶長3年（1598年）に急死し断絶し、秋田氏（安東氏）が勝者となり、豊臣政権下において、この地は秋田氏の所領となった。
関ヶ原の戦いの後、秋田氏は常陸国に移封され、かわりにこの地は常陸国から移封された佐竹氏が支配することになる。一国一城令の例外としてこの城は横手城同様に存続を認められ、大館城には佐竹西家が入る。初代の城代小場義成は城中に常陸国の若宮八幡宮の神霊を奉持し、2代目城代小場義易・4代目城代佐竹義武が城の東に大館八幡神社を建立して遷座させ、大館城の守護神とした。
戊辰戦争の際に南部氏が大軍で攻めてきたため、城は大館城代の佐竹義遵（佐竹大和）が自ら火を放ち、堀などの遺構を残して全焼することになる（大館城攻城戦）。この際焼け残った城門を移築したものと伝わる門が一棟市内新町の民家に現存するが、どこの門を移築したものかわかっていない。

## 歴代の久保田藩城代
佐竹西家
初代：小場義成（慶長7年（1602年） - 寛永11年（1634年））
2代：小場義易（寛永11年（1634年） - 万治元年（1658年））
3代：佐竹義房（万治元年（1658年） - 貞享元年（1684年））
4代：佐竹義武（貞享元年（1684年） - 元禄9年（1693年））
5代：佐竹義方（元禄9年（1693年） - 宝永7年（1710年））
6代：佐竹義村（宝永7年（1710年） - 明和5年（1768年））
7代：佐竹義休（明和5年（1768年） - 寛政元年（1789年））
8代：佐竹義種（寛政元年（1789年） - 不明）
9代：佐竹義幹（不明 - 嘉永5年（1852年））
10代：佐竹義茂（嘉永5年（1852年） - 元治元年（1864年））
11代：佐竹義遵（元治元年（1864年） - 慶応4年（1868年））

## 桂城公園
戊辰戦争で焼け落ちた城の跡は桂城公園として整備され、大館城の石積み、土塁、堀などが残る。
城跡は1874年（明治7年）から中城学校の校地となり、校名を改称しながら、1954年（昭和29年）まで学校の用地となっていた。1954年（昭和29年）に桂城小学校が水門町へ移転。1955年（昭和30年）10月に桂城公園として整備された。
堀の南側（外側）には大館市役所や桜櫓館が建ち、東側には市民体育館・武道館などが建ち並ぶ。西側には国道7号が通る。国道7号には1978年（昭和53年）に架けられた桂城橋がかかっており、秋田犬会館と直接往来ができるようになっている。北側は土手で、眼下には長木川と大館市街地を望む高台になっている。
園内には、歌手・上原敏の顕彰碑が建立されており、毎年、上原が戦死したとされる7月29日には、慰霊祭である流転忌が開催されている。

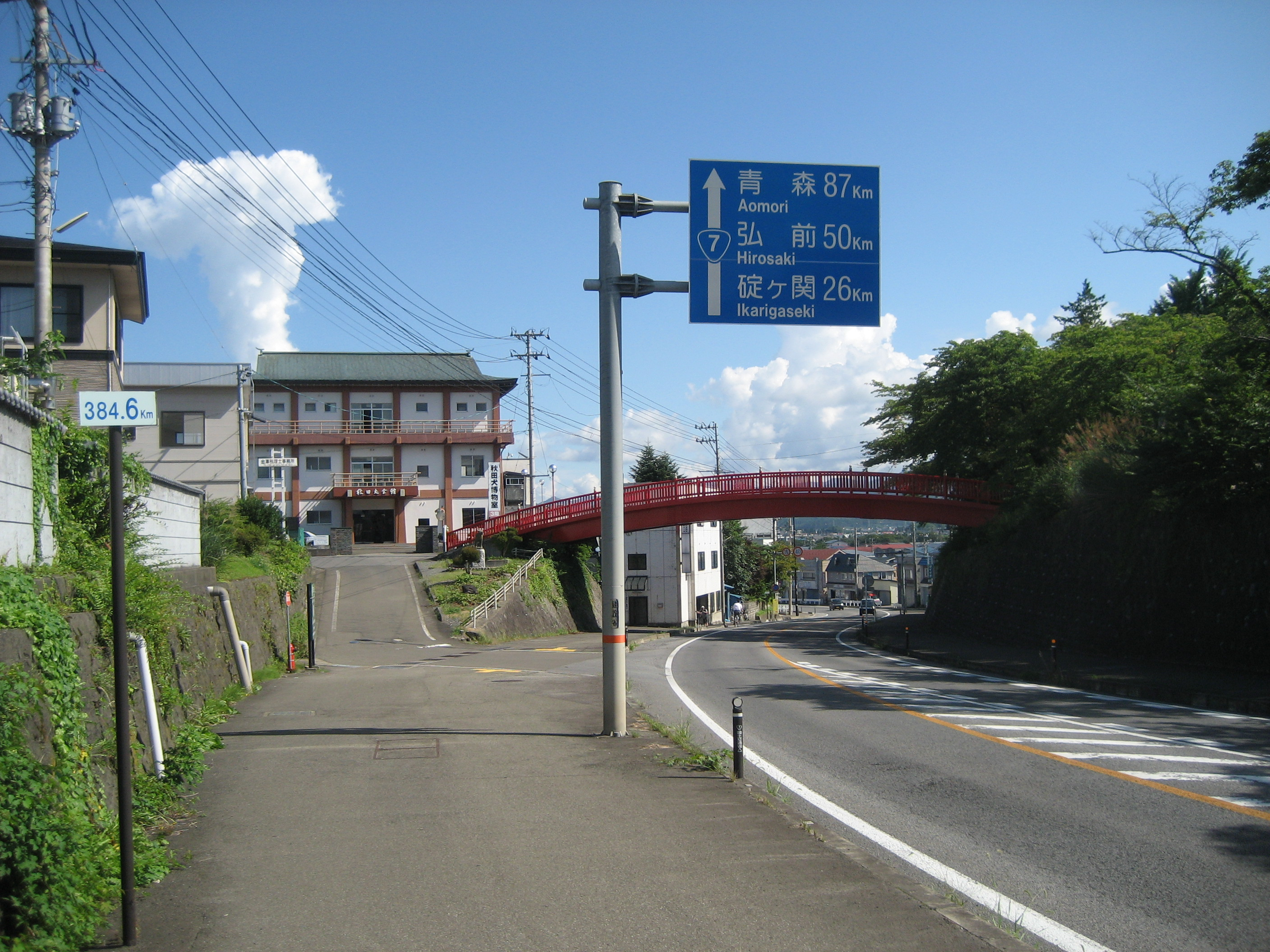
国道7号線上に架かる桂城橋と秋田犬会館
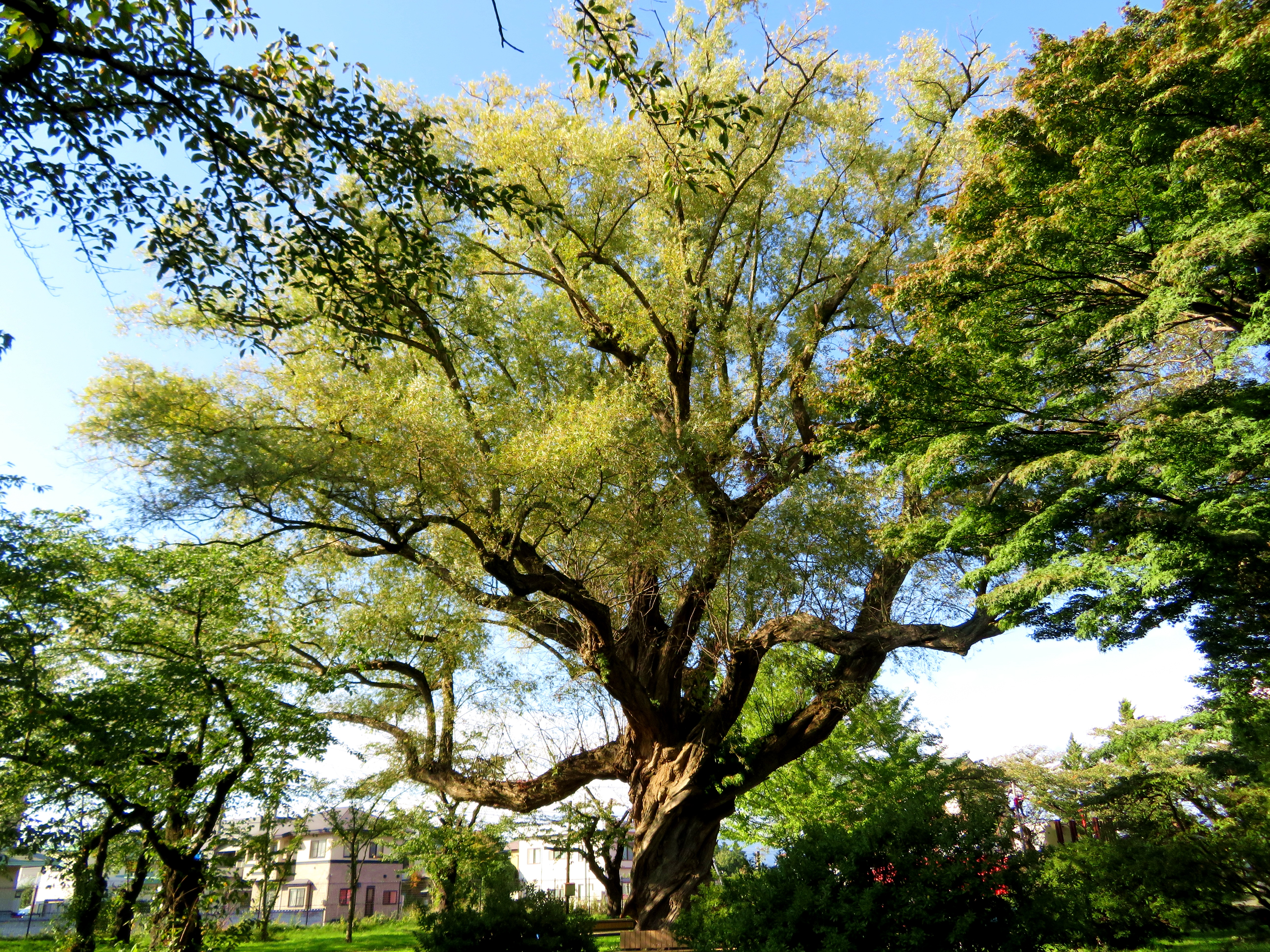
幹回りが全国2番目に大きい シロヤナギ
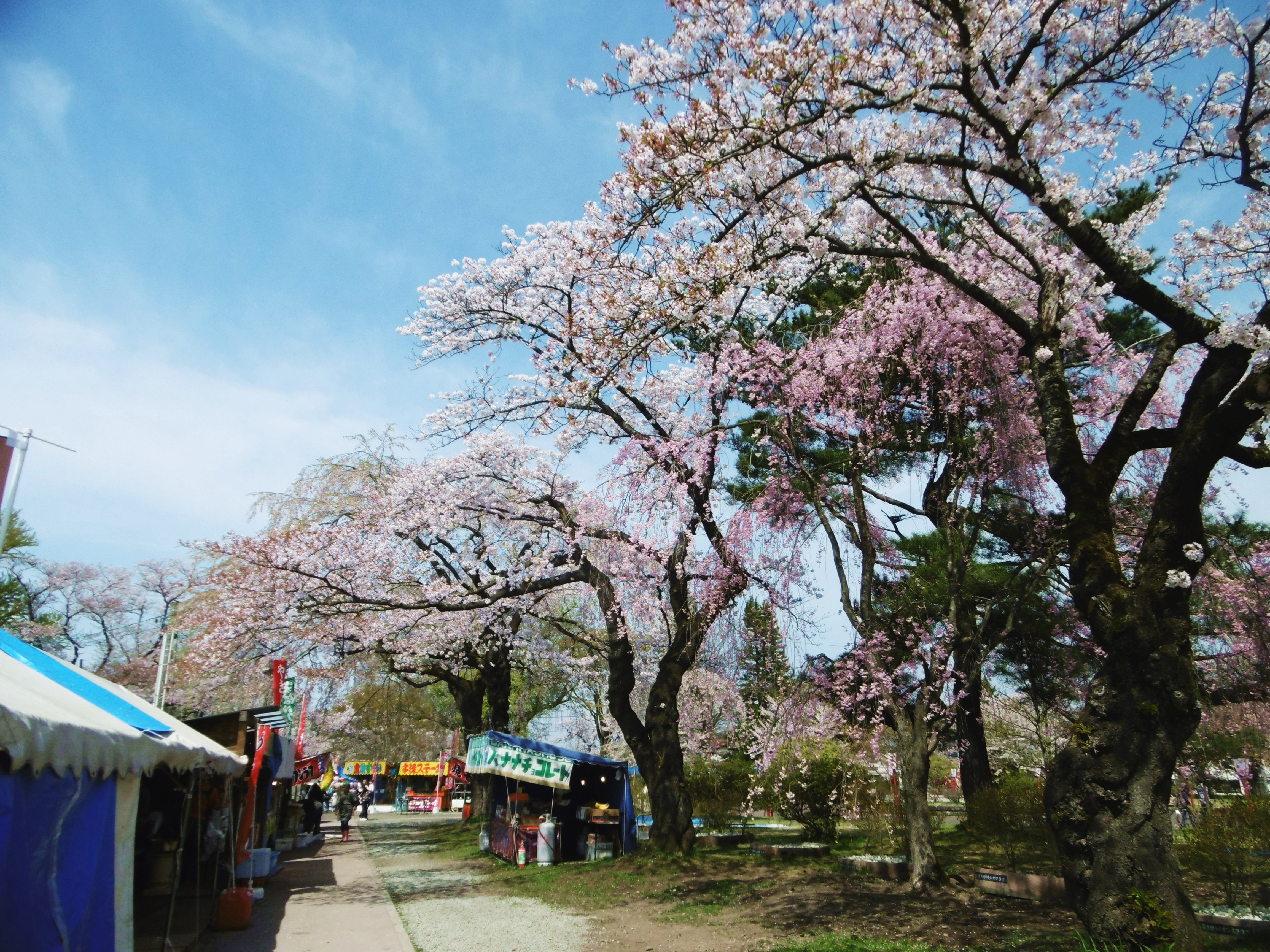
桂城公園の桜
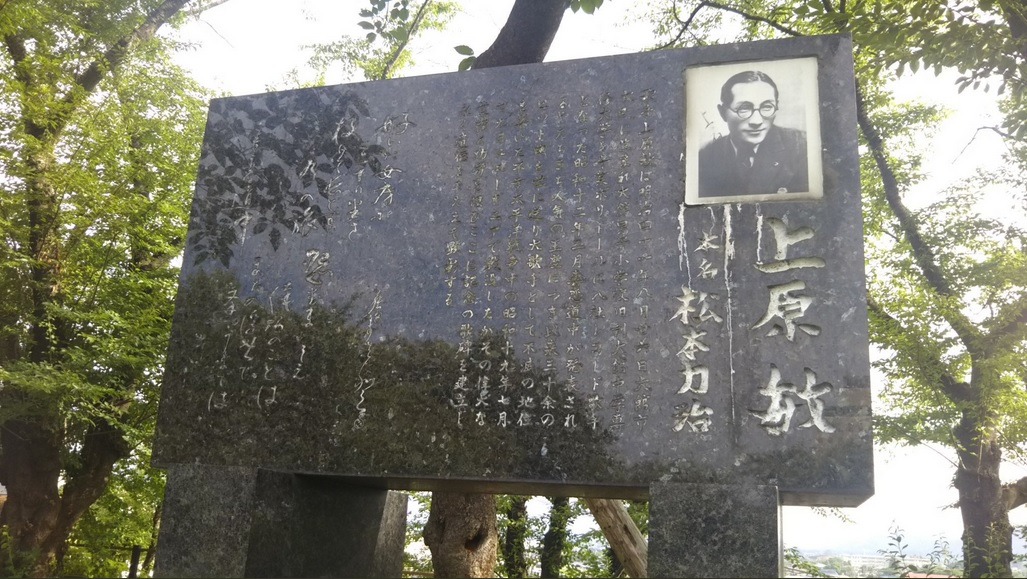
上原敏の顕彰碑